# Lista de trabalhos artísticos derivados de Pride and Prejudice

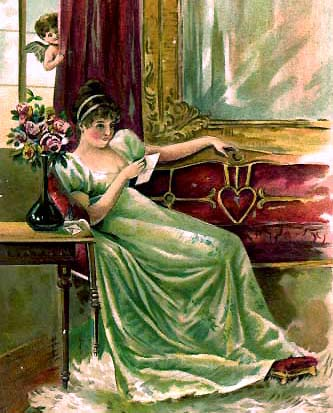
Elizabeth Bennet lendo a carta de Darcy, em Orgulho e Preconceito

A lista de trabalhos artísticos derivados de Pride and Prejudice apresenta trabalhos artísticos, adaptações e derivações do romance clássico Pride and Prejudice (Orgulho e Preconceito), de Jane Austen, que foi originalmente publicado em 1813.

## Cinema
| Ano  | Filme               | Diretor           | Roteiro                                | Elizabeth Bennet | Fitzwilliam Darcy | Duração  | Notas                                                                                           |  |
| ---- | ------------------- | ----------------- | -------------------------------------- | ---------------- | ----------------- | -------- | ----------------------------------------------------------------------------------------------- |  |
| 1940 | Pride and Prejudice | Robert Z. Leonard | Aldous Huxley Helen Jerome Jane Murfin | Greer Garson     | Laurence Olivier  | 117 min. | Oscar de melhor direção de arte                                                                 |  |
| 2005 | Pride & Prejudice   | Joe Wright        | Deborah Moggach                        | Keira Knightley  | Matthew Macfadyen | 129 min. | Indicado a 4 Oscar, 3 BAFTA e 2 Globo de Ouro. Diretor recebe o BAFTA de Promessa para o Cinema |  |

### Trabalhos relacionados
- 2004: Bride and Prejudice, a versão Bollywood, dirigida por Gurinder Chadha e estrelada por Anupam Kher, Aishwarya Rai, e Naveen Andrews.
- 2003: Pride and Prejudice: A Latter-Day Comedy
- 2001: Bridget Jones's Diary com alguns assuntos de Pride and Prejudice, e o personagem Mark Darcy (novamente interpretado por Colin Firth, da versão filmada) é uma espécie de homenagem ao personagem original.
- 1998: You've Got Mail, também com temas relacionados a Pride and Prejudice, e com uma personagem adicional, Kathleen Kelly, interpretada por Meg Ryan.

## Teatro
- First Impressions, versão musical da Broadway de Pride and Prejudice
- Pride and Prejudice, versão de Jon Jory
- Pride and Prejudice versão de Helen Jerome
- Pride and Prejudice musical de Bernard J. Taylor

## Televisão
| Ano  | Programa de TV          | Diretor        | Roteiro                         | Elizabeth Bennet                   | Fitzwilliam Darcy                 | Duração                                    | Notas                                                                                                 |
| ---- | ----------------------- | -------------- | ------------------------------- | ---------------------------------- | --------------------------------- | ------------------------------------------ | --- |
| 1938 | Pride and Prejudice     |                | Michael Barry                   | Curigwen Lewis                     | Andrew Osborn                     | 55 min.                                    | |
| 1952 | Pride and Prejudice     | Campbell Logan | Cedric Wallis                   | Daphne Slater                      | Peter Cushing                     | 6 Episódios (≈30 min. cada) 180 min. total | Produção da BBC                                                                                       |
| 1957 | Orgoglio e pregiudizio  | Daniele D'Anza | Edoardo Anton                   | Virna Lisi                         | Franco Volpi                      |                                            | Uma adaptação em italiano                                                                             |
| 1958 | Pride and Prejudice     |                | Cedric Wallis                   | Jane Downs                         | Alan Badel                        | 6 Episódios (≈30 min. cada) 180 min. total | Produção da BBC                                                                                       |
| 1961 | De vier dochters Bennet |                | Cedric Wallis Lo van Hensbergen | Lies Franken                       | Ramses Shaffy                     |                                            | Uma adaptação em alemão.                                                                              |
| 1967 | Pride and Prejudice     | Joan Craft     | Nemone Lethbridge               | Celia Bannerman                    | Lewis Fiander                     | 6 Episódios (≈25 min. cada) 150 min. total | Produção da BBC                                                                                       |
| 1980 | Pride and Prejudice     | Cyril Coke     | Fay Weldon                      | Elizabeth Garvie                   | David Rintoul                     | 5 Episódios (≈55 min. cada) 265 min. total | Produção da BBC                                                                                       |
| 1995 | Pride and Prejudice     | Simon Langton  | Andrew Davies                   | Jennifer Ehle                      | Colin Firth                       | 6 Episódios (≈55 min. cada) 300 min. total | Produção da BBC                                                                                       |
| 2018 | Orgulho e Paixão        | Fred Mayrink   | Marcos Bernstein                | Nathalia Dill (Elisabeta Benedito) | Thiago Lacerda (Darcy Williamson) | —                                          | Telenovela da Rede Globo, uma adaptação de Pride and Prejudice e outras quatro obras da mesma autora. |

### Trabalhos relacionados
| Ano  | Programa de TV | Diretor  | Roteiro     | Elizabeth Bennet | Fitzwilliam Darcy | Duração                      | Notas |
| ---- | -------------- | -------- | ----------- | ---------------- | ----------------- | ---------------------------- | --- |
| 2008 | Lost in Austen | Dan Zeff | Guy Andrews | Gemma Arterton   | Elliot Cowan      | 4 Episódios (≈ 45 min. cada) | Uma adaptação em que Amanda Price (Jemima Rooper), uma devotada fã de Jane Austen, troca de lugar com Elizabeth Bennet. |